# Emile Hiertz
Emile Hiertz (* 1857 in Heinerscheid; † 1919) war ein luxemburgischer Chemiker, Hüttenmann und Pionier der Hochofentechnologie.

## Leben
Emile Hiertz besuchte das Athenäum in Luxemburg. Anschließend studierte er Chemie und Hüttenkunde an der Polytechnischen Schule Aachen. 1879 wurde er Mitglied des Akademischen Vereins der Chemiker und Hüttenleute an der Polytechnischen Schule Aachen, des späteren Corps Montania Aachen. 1881 begann er seine berufliche Laufbahn als Laborleiter bei den Hüttenwerken in Monceau-sur-Sambre bei Charleroi. Nach einem Jahr wurde er zum Hochofeningenieur ernannt. 1884 wechselte er in die Hüttenwerke von Karcher & Westermann in Ars-sur-Moselle.
In der Industriekrise von 1886 kehrte er nach Belgien zurück und wurde Hochofeningenieur bei der Société de Sclessin in Tilleur. 1889 wurde er Leiter der Hochofenabteilung der Société Cockerill in Seraing. Dort errichtete er den ersten Großhochofen Belgiens und führte die Herstellung von Zement und Ziegelsteinen aus Hochofenschlacke ein. Außerdem forcierte er die Nutzung des Gichtgases als sekundäre Energiequelle. Er gehörte zu den international anerkannten Fachleuten der Eisenhüttenindustrie seiner Zeit.

## Auszeichnungen
- Ritterkreuz des Ordens der Eichenkrone, 1902[2]

## Schriften
- Agglomeration of flue dust by the chloride of magnesium method of the works of the Société John Cockerill, Seraing, Belgium, 1913